# 안토니오 마차도역
안토니오 마차도 역(스페인어: Antonio Machado)은 마드리드 지하철 7호선의 역이다. 마드리드 몽클로아아라바카 구 발데사르사 지역의 안토니오 마차도 거리 지하에 위치해 있으며, 푸엥카랄엘파르도 구의 페냐그란데 지역도 역세권에 들어간다. 요금구역상으로는 A구역에 속한다.

## 역사
1999년 3월 29일 7호선의 발데사르사-피티스 구간 연장과 함께 문을 열었다.

## 환승 정보
역 주변에 시내버스 정류장이 두 곳 있다.
버스
- 시내버스
  - 127, 132번 노선 (주간)

지하철
| 마드리드 지하철                 | 마드리드 지하철       | 마드리드 지하철   |
| ------------------------------- | --------------------- | ----------------- |
| 발데사르사 오스피탈 델 에나레스 | 마드리드 지하철 7호선 | 페냐그란데 피티스 |